# Stresa
Stresa is een gemeente in de Italiaanse provincie Verbano-Cusio-Ossola (regio Piëmont) en telt ongeveer 4600 inwoners (31-12-2020). De oppervlakte bedraagt 33,2 km², de bevolkingsdichtheid is 139 inwoners per km².

## Demografie
Het aantal inwoners van Stresa daalde in de periode 1991-2020 met 1,8% volgens ISTAT.
| jaar | inwo- ners |
| ---- | ---------- |
| 1991 | 4684       |
| 2001 | 4836       |
| 2004 | 5066       |
| 2016 | 4957       |
| 2020 | 4600       |

## Geografie
De gemeente ligt op ongeveer 200 m boven zeeniveau.
Stresa grenst aan de volgende gemeenten: Baveno, Belgirate, Brovello-Carpugnino, Gignese, Gravellona Toce, Laveno-Mombello (VA), Leggiuno (VA), Lesa (NO), Omegna, Verbania.

## Toerisme
Stresa ligt aan het Lago Maggiore en biedt zicht op alle drie de Borromeïsche Eilanden. De boulevard met haar hotels is een trekpleister voor toeristen, net als het oude, typisch Italiaanse centrum. Iets buiten Stresa ligt de kabelbaan naar de Mottarone, een 1491 meter hoge berg met boven een uitzicht over het Lago Maggiore, Lago d'Orta en de Monte Rosa. Op een heldere dag reikt het uitzicht zelfs tot Milaan. Op 23 mei 2021, eerste pinksterdag, brak de trekkabel van de gondel en werkte de noodrem niet; er vielen veertien doden en een gewonde.

### Bezienswaardigheden
Villa Pallavicino, in 1855 gebouwd als vakantiehuis voor koningin Margharetha en koning Umberto I.

## Kaas
Op 1 juni 1951 kwam in Stresa de internationale overeenkomst betreffende het gebruik van aanduidingen van herkomst en benamingen van kaassoorten tot stand. Die overeenkomst wordt aangeduid als de Conventie van Stresa.

## Foto's

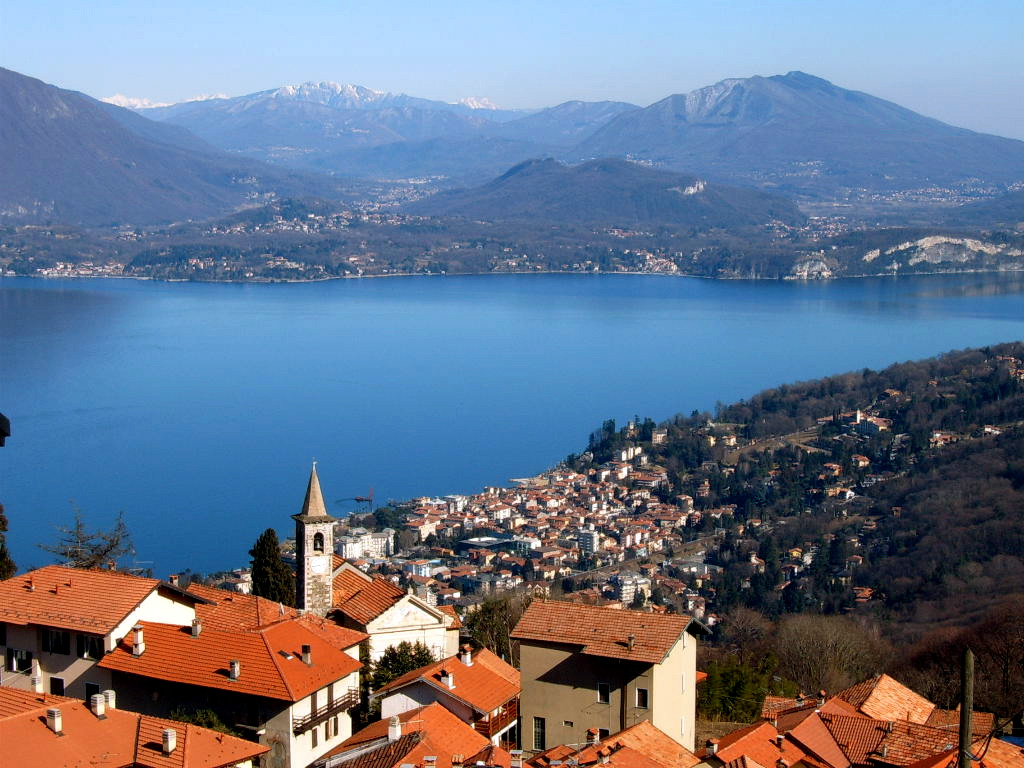
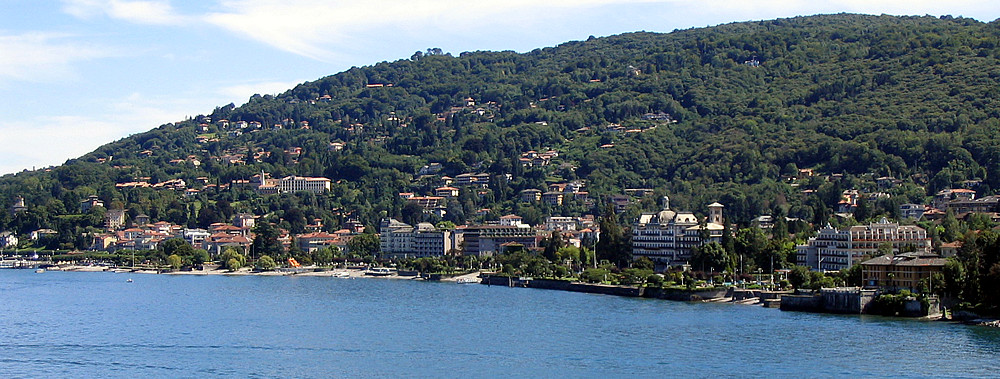

Antrona Schieranco · Anzola d'Ossola · Arizzano · Arola · Aurano · Baceno · Bannio Anzino · Baveno · Bee · Belgirate · Beura-Cardezza · Bognanco · Borgomezzavalle · Brovello-Carpugnino · Calasca-Castiglione · Cambiasca · Cannero Riviera · Cannobio · Caprezzo · Casale Corte Cerro · Cavaglio-Spoccia · Ceppo Morelli · Cesara · Cossogno · Craveggia · Crevoladossola · Crodo · Cursolo-Orasso · Domodossola · Druogno · Falmenta · Formazza · Germagno · Ghiffa · Gignese · Gravellona Toce · Gurro · Intragna · Loreglia · Macugnaga · Madonna del Sasso · Malesco · Masera · Massiola · Mergozzo · Miazzina · Montecrestese · Montescheno · Nonio · Oggebbio · Omegna · Ornavasso · Pallanzeno · Piedimulera · Pieve Vergonte · Premeno · Premia · Premosello-Chiovenda · Quarna Sopra · Quarna Sotto · Re · San Bernardino Verbano · Santa Maria Maggiore · Stresa · Toceno · Trarego Viggiona · Trasquera · Trontano · Valle Cannobina · Valstrona · Vanzone con San Carlo · Varzo · Verbania · Vignone · Villadossola · Villette · Vogogna